# Arenholzer See
Der Arenholzer See (dänisch Arnholt Sø, auch Arnskov Sø) ist ein See im Kreis Schleswig-Flensburg im deutschen Bundesland Schleswig-Holstein westlich der Ortschaft Lürschau. Der See ist ca. 82 ha groß und bis zu 9,6 m tief. Ein Teil des Sees ist inzwischen verlandet. Nordöstlich des Sees am Rande des Idstedter Waldes liegen die beiden Kleinseeen Reethsee (Rørsø) und Bocksee (Bøgsø).

## Bildergalerie

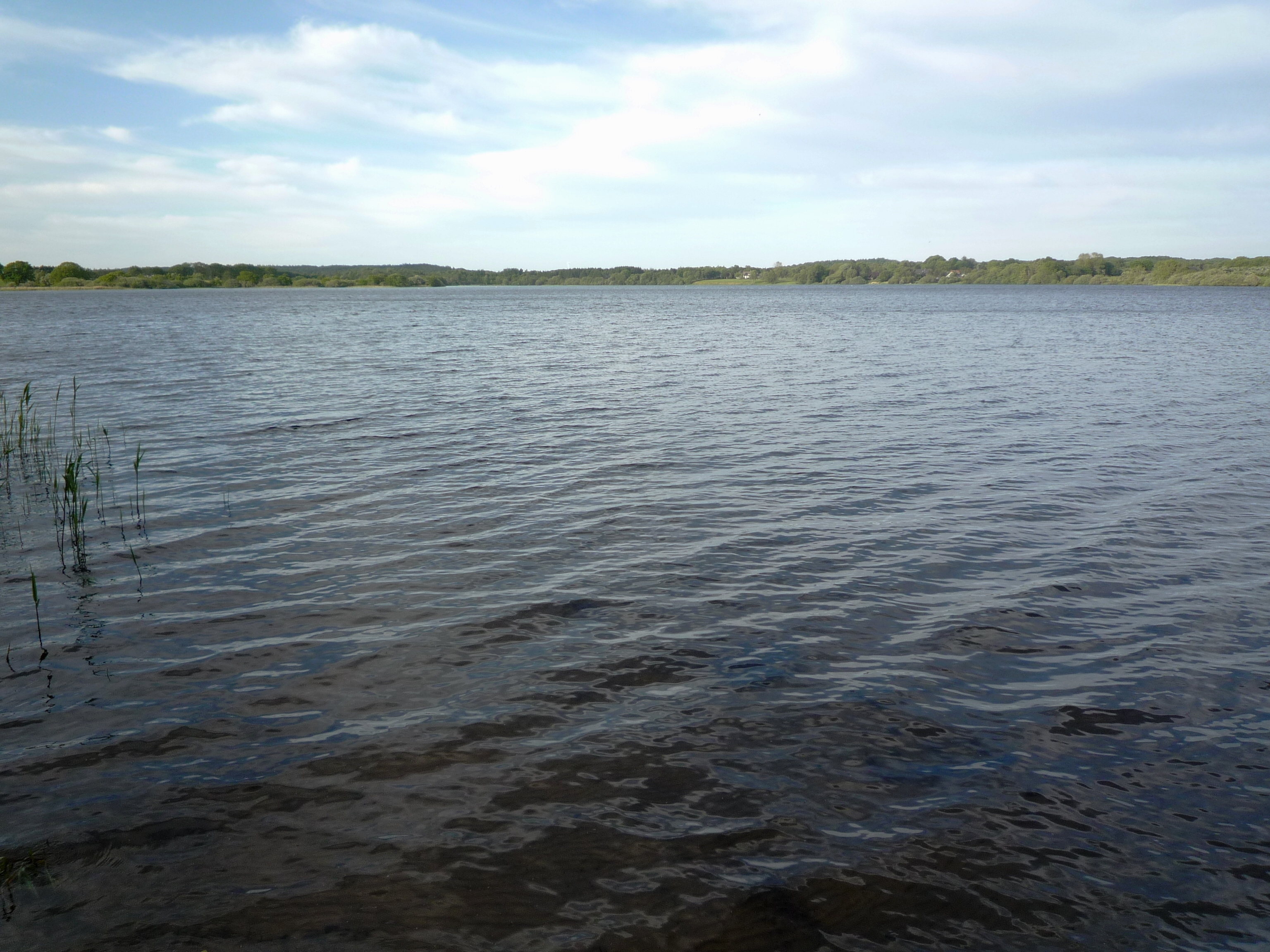
Blick von Hermannsort aus (ehemalige Badestelle)
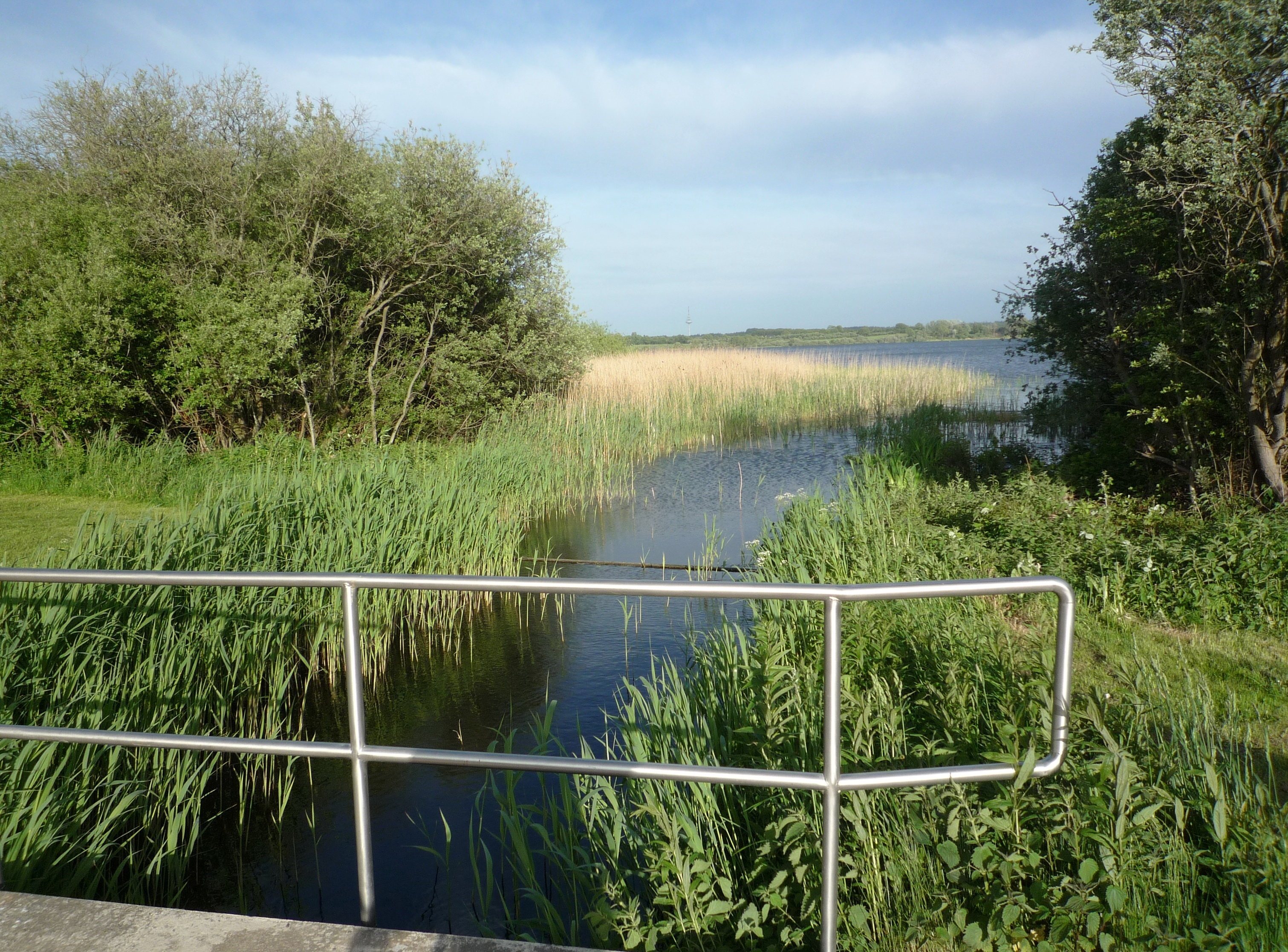
Abfluss am westlichen Ufer
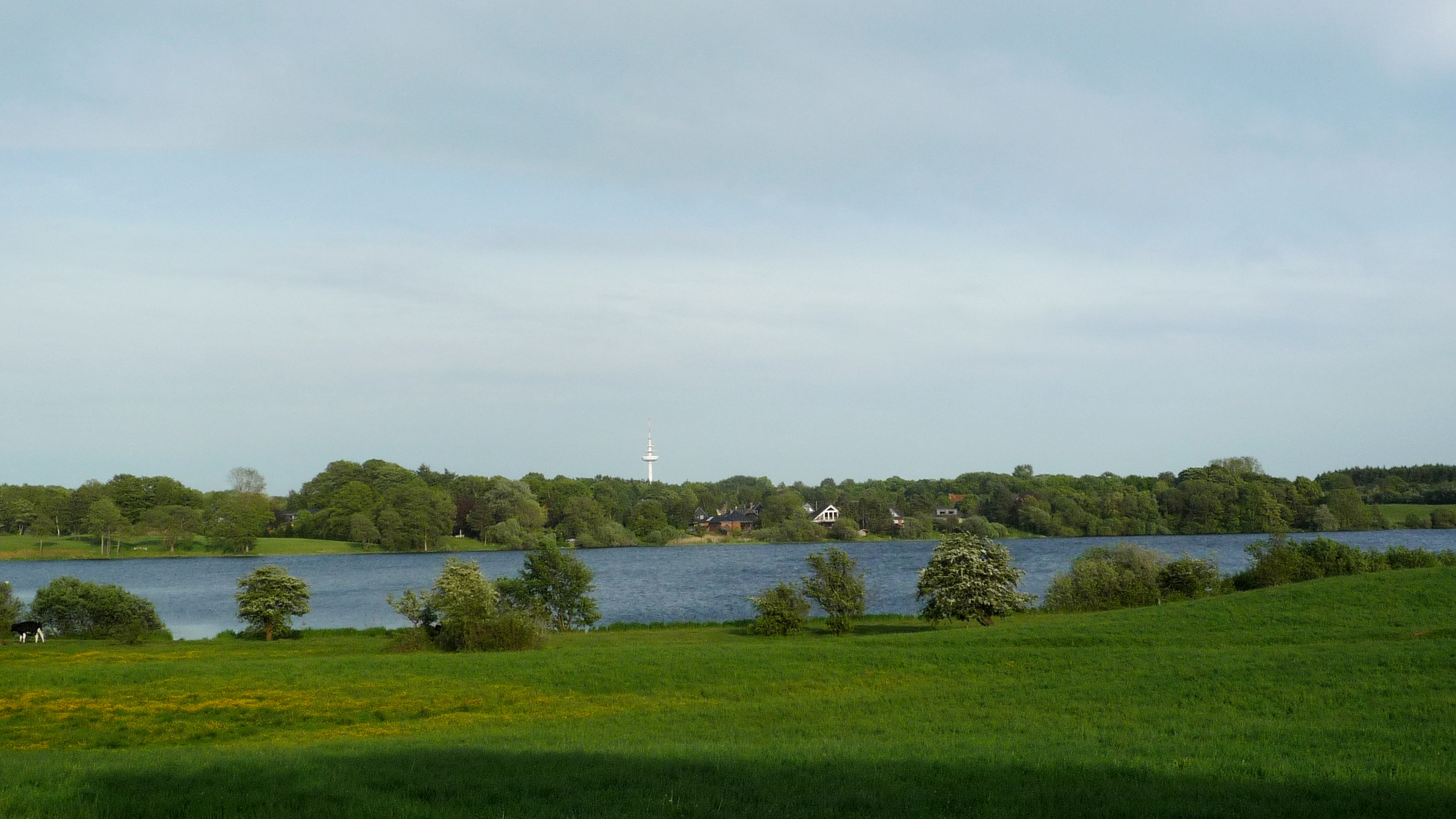
Blick von Arenholz nach Lürschau; im Hintergrund der "Schliekieker"
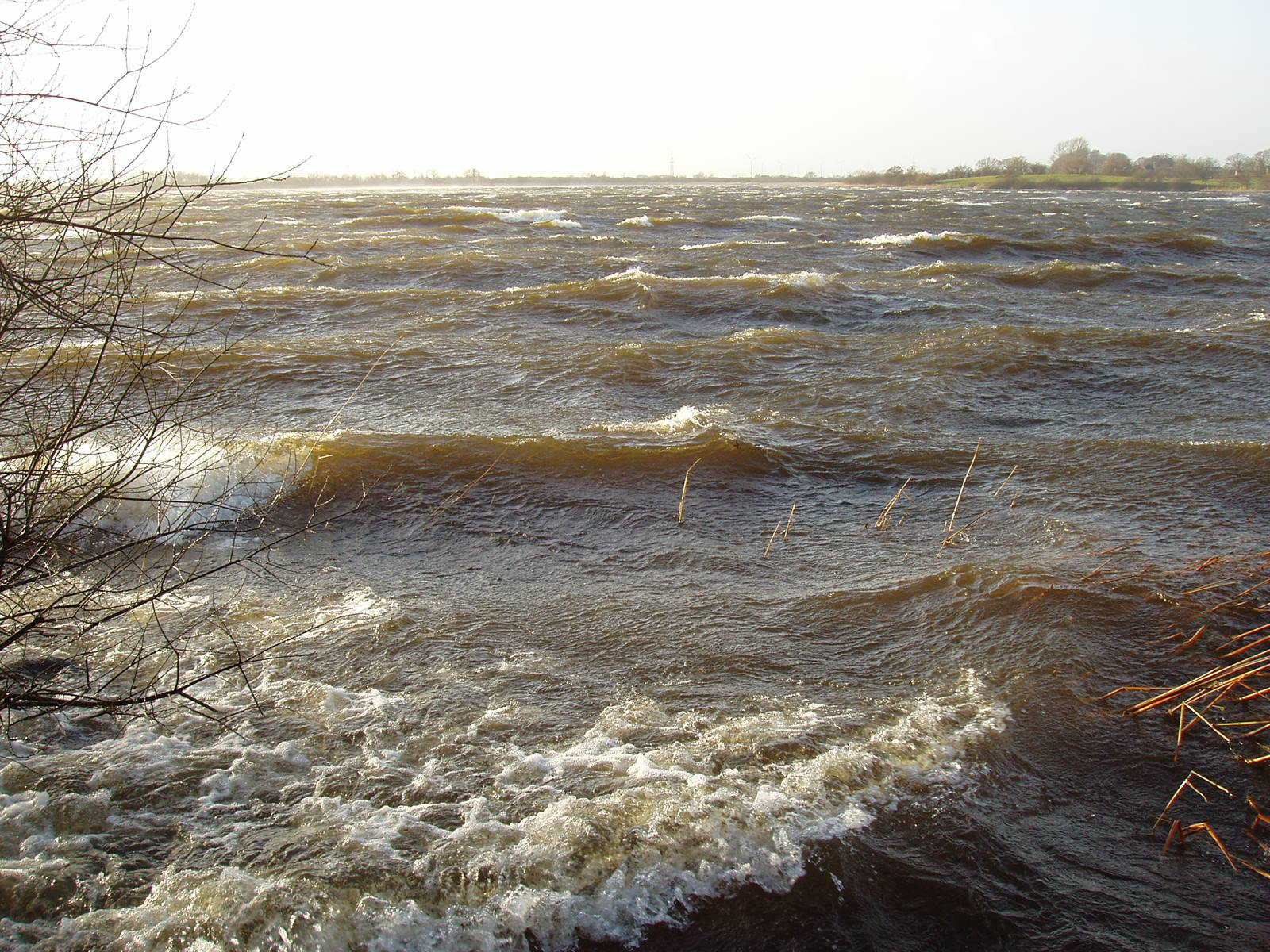
Der See bei einem Orkan